# Повідь Всіх святих (1170)

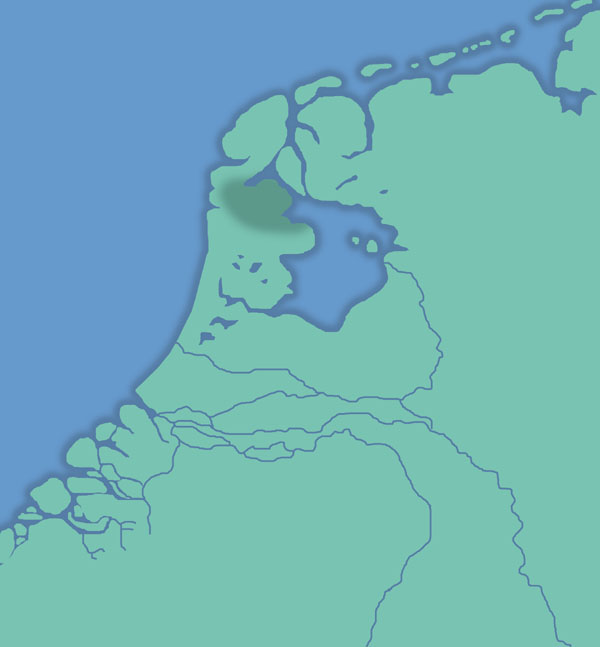
Мапа території сучасних Нідерландів до потопу. Темнішим кольором показане приблизне розташування Крейлерського лісу близько 1100 року.

Повідь Всіх святих (нід. Allerheiligenvloed) — катастрофічна повідь в Нідерландах, що сталася 1-2 листопада 1170 року. Велика частина Північних Нідерландів та провінція Голландія були затоплені. Внаслідок катаклізму значно розширилася протока, яка сполучала прісноводне Флевонське озеро (лат. Flēvō) з Північним морем, що перетворило водойму на солоне Зейдерзе. На своєму шляху вода назавжди змила Крейлерський ліс та багато розроблених торф'яників.
Повідь значно пришвидшила розмивання берегової лінії і століття по тому, 1287 року, в ході іншої катастрофічної повені Святої Люсії піщаний берег був зруйнований і Зейдерзе остаточно перетворився на солону морську затоку. Зейдерзе існувала у своїх межах від кінця XIII ст аж до XX ст, коли в ході однойменного масштабного проекту Зейдерзе вона була відгороджена дамбою від моря і частково осушена. Нині залишки затоки є прісноводним озером Ейсселмер.